# 吉井正澄
吉井 正澄（よしい まさずみ、1931年7月10日 - 2024年5月31日）は、日本の政治家。熊本県水俣市長（2期）、水俣市議会議員（5期）などを歴任した。

## 経歴
熊本県葦北郡久木野村（現水俣市）生まれ。1950年3月、熊本県立芦北農林高等学校卒業、農林業自営。
1975年4月、水俣市議会議員に初当選、連続5期務めた。この間、市議会議長を2期務めた。また、自民党水俣市支部長を務めた。1985年、全国市議会議長会公害対策特別委員会委員長。
1994年、水俣市長選挙に自民党の推薦を受けて立候補。健康上の理由により出馬を断念した岡田稔久市長の後継候補である助役の小松聰明、水俣商工会議所会頭の原一夫を破り初当選した。2月22日、第13代水俣市長に就任。
※当日有権者数：人 最終投票率：86.64%（前回比：pts）
| 候補者名 | 年齢 | 所属党派 | 新旧別 | 得票数  | 得票率 | 推薦・支持                                             |
| -------- | ---- | -------- | ------ | ------- | ------ | ------------------------------------------------------ |
| 吉井正澄 | 62   | 無所属   | 新     | 8,453票 | 39.68% | （推薦）自民党                                         |
| 小松聰明 | 67   | 無所属   | 新     | 7,972票 | 37.43% | （推薦）社会党・公明党・日本新党・民社党・新党さきがけ |
| 原一夫   | 69   | 無所属   | 新     | 4,876票 | 22.89% |                                                        |

同年5月1日、水俣病犠牲者慰霊式で「いわれなき中傷、偏見、差別を受けた犠牲者に対し、市当局が十分な対策を取り得なかったことを申し訳なく思う」と述べ、水俣市長として初めて患者・被害者に公式に謝罪した。水俣病のために疲弊、分断された市民の融和を図り絆を取り戻す「もやい直し」の運動を展開し、「環境モデル都市」「新しい水俣」を提唱した。市長を2期務め、2002年2月退任した。
1999年、毎日・地方自治大賞特別賞受賞。2000年、地球温暖化防止活動環境大臣表彰。2002年、環境保全功労者環境大臣表彰、旭日小綬章受章。2005年4月-2006年9月、小池百合子環境大臣の私的懇談会「水俣病問題に係る懇談会」委員。
2024年5月31日朝、横行結腸がんのため、水俣市内の病院で死去した。92歳没。死没日付をもって正五位に叙された。

## 著作
- 吉井正澄 著『議員人生あれこれ』1989年1月20日[1]
- 吉井正澄 著『続議員人生あれこれ』1993年11月20日[1]
- 吉井正澄 著『離礁 : 水俣病対策に取り組んで』自家出版、1997年7月1日[12][3]
- 吉井正澄『愛しています水俣―市長の雑記帖』2000年7月1日[3]
- 吉井正澄 述、進藤卓也 著『奈落の舞台回し : 前水俣市長吉井正澄聞書』西日本新聞社 2002年
- 吉井正澄・上甲晃 著『気がついたらトップランナー : 小さな地球・水俣 : 対談』燦葉出版社 2004年
- 吉井正澄 著『「じゃなかしゃば」新しい水俣』藤原書店 2017年